# Ine de Wessex
Ine fue rey de Wessex entre 688 y 726. Durante su reinado, fue incapaz de retener los avances territoriales de su predecesor, Caedwalla, quien había conquistado una gran cantidad de territorios del sur de Gran Bretaña, expandiendo notablemente el territorio de los sajones occidentales. Al final de su reinado, los reinos de Kent, Sussex y Essex no estaban ya bajo posesión de Wessex; sin embargo, Ine fue capaz de mantener el control sobre lo que hoy es Hampshire, y consolidó y extendió sus territorios en la península del oeste.
Ine y su reinado destacan por su código legislativo, que fue publicado en torno a 694. Dichas leyes fueron las primeras promulgadas por un rey anglosajón que no fuese Kent, y son de importancia capital puesto que aportan la mayoría de los datos que se tienen sobre la historia de la sociedad anglosajona y revelan las convicciones cristianas de Ine.
Durante su mandato, el comercio se incrementó notablemente, y Hamwic (actual Southampton) se convirtió en una ciudad importante. Es probable que durante el reinado de Ine Wessex se comenzase a acuñar moneda, aunque no se haya encontrado ninguna pieza con su nombre.
En 726 Ine abdicó y se marchó a Roma, dejando el reino en manos de "hombres más jóvenes", según palabras del cronista contemporáneo Beda el Venerable. Así, fue sucedido por Aethelheard.

## Genealogía

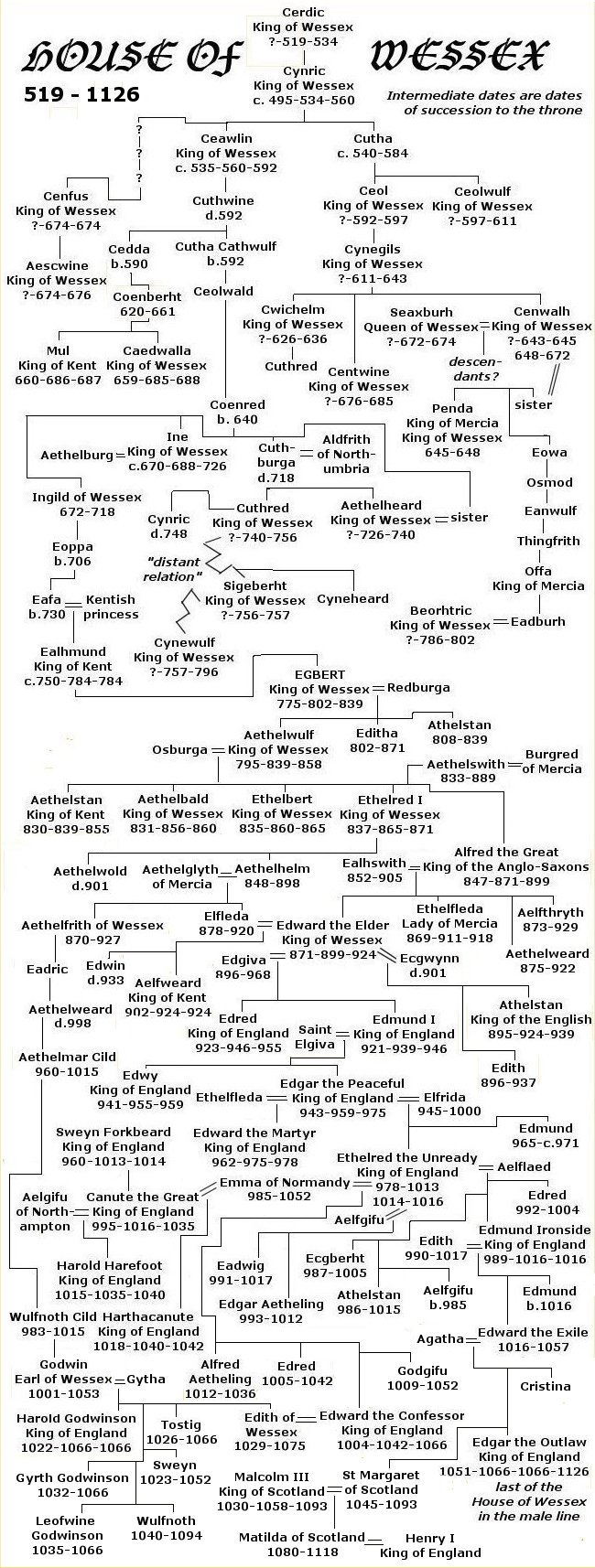
Árbol genealógico de la familia real de Wessex

Las fuentes más antiguas de las que se dispone señalan que Ine fue hijo de Cenred, y este a su vez hijo de Ceolwald. Sin embargo, retroceder más en el tiempo ya plantea más desacuerdos entre los investigadores. Ine tenía un hermano, Ingild, y dos hermanas, Cuthburga y Cwenburg. Cuthburga se casó con el rey Aldfrith de Northumbria, y el propio Ine, por su parte, se casó con Aethelburg. Beda el Venerable apuntó que Ine era "de sangre real", lo que señala su relación con la línea real de Gewisse, una de las primeras tribus de renombre de Wessex.
La genealogía de Ine y de los reyes de Wessex se conoce gracias a dos fuentes: la Crónica anglosajona y la West Saxon Genealogical Regnal List (Árbol Genealógico de los reyes de Wessex). La crónica fue escrita a finales del siglo IX, probablemente en la corte de Alfredo el Grande, y en ella se incluyeron pequeñas genealogías de los reyes de Wessex. En ocasiones, la crónica se muestra inconsistente a lo largo de la información que ofrece sobre los reyes. Las incoherencias vienen motivadas en buena medida por los esfuerzos de crónicas posteriores en demostrar que cada rey de la lista descendía de Cerdic, el fundador, según la Crónica, de la línea sucesoria de Wessex.
El predecesor de Ine en el trono de Wessex fue Caedwalla, pero hay algunas incertezas en torno a la sucesión entre Caedwalla e Ine. Caedwalla abdicó en 688 y se marchó a Roma para ser bautizado. Según la West Saxon Genealogical Regnal List, Ine reinó durante 37 años, abdicando en 726. Estos datos implican que no reinó hasta 689, lo que supondría un breve periodo entre uno y otro monarca sobre el que no hay datos. Es posible que Ine hubiese gobernado junto a su padre, Cenred, durante un periodo: hay pocas evidencias de reinados conjuntos, y pruebas más fuertes de "subreyes" reinando bajo un gobernante dominante en Wessex poco tiempo antes de este periodo. Además, Ine reconoce la ayuda de su padre en su código legislativo, y también hay registrada una concesión de tierra que indica que Cenred seguía reinando en Wessex después de la ascensión al trono de Ine.

## Reinado

Los reinos de Gran Bretaña a finales del.

La extensión de Wessex al inicio del reinado de Ine es bastante bien conocida. El alto valle del río Támesis, en ambas orillas, pertenecía desde tiempo atrás a los Gewisse, aunque Caedwalla había perdido los territorios del norte del río antes de la ascensión de Ine, que fueron a parar al Reino de Mercia. Al oeste, se sabe que Ceawlin había llegado al canal de Bristol cien años antes. Además, el reino se había expandido hacia el suroeste de la península, haciendo retroceder las fronteras del reino británico de Dumnonia, que aproximadamente equivale a las modernas Devon y Cornualles. Hacia el este, los límites los marcaba el Reino de Essex, que incluía Londres y la actual Surrey. Por otro lado, en el sureste (incluyendo la isla de Wight), se encontraba el Reino de Sussex, y más allá de Sussex el Reino de Kent. El predecesor de Ine, Caedwalla, se había apoderado de buena parte de los reinos del sur, aunque no había sido capaz de prevenir las incursiones del reino de Mercia en la zona superior del río Támesis.
Durante su reinado, Ine consiguió mantener el control sobre la isla de Wight, e hizo incluso algunos avances hacia Domnonia, pero la mayoría de las apropiaciones de Caedwalla en Sussex, Surrey y Kent fueron perdidas, y tras la abdicación de Ine ya no formaban parte del reino.

### Kent, Essex, Sussex y Surrey
Ine consiguió la paz con el Reino de Kent en 694, cuando su rey Wihtred le dio una amplia suma de dinero por la muerte del hermano de Caedwalla, Mul, que fue asesinado durante una revuelta en 687. La cantidad concreta de este pago es incierta. Algunos manuscritos de la Crónica anglosajona señalan "treinta mil", genéricamente, y otros hablan de "treinta mil libras". Si las susodichas "libras" son equivalentes a las Sceattas, la suma sería igual al pago del wergeld de un rey.
Ine mantuvo Sussex, que fue conquistado por Caedwalla en 686, en una subyugación por un periodo. El rey Nothhelm de Sussex se refiere a Ine, en una carta de 692, como un pariente (quizá por algún matrimonio). Sussex todavía estaba bajo el dominio de Wessex en 710, cuando Nothhelm participó en una campaña junto a Ine en Domnonia.
El control de Surrey, que nunca fue un reino independiente, perteneció a Kent, Mercia, Essex y Wessex en los años anteriores al reinado de Ine. Essex la incluyó en Londres, y la diócesis de Londres incluía Surrey; esto parece que fue fuente de conflicto entre Ine, Mercia y Essex, hasta que la provincia fue transferida a la diócesis de Winchester en 705. El control de Ine sobre Surrey, en los primeros momentos de su reinado, viene dado por la introducción de su código legislativo, en la cual Ine habla de Eorcenwald, obispo de Londres, como "mi obispo".
Las subsiguientes relaciones de Ine con Essex vienen dadas por una carta, fechada entre 704 y 705, entre Wealdhere, obispo de Londres, y Brihtwold, arzobispo de Canterbury. En ella hay referencias a "disputas y desacuerdos" entre los reyes de Wessex y los de "su país". La principal causa de las disputas anteriormente mencionadas parece ser el auspicio de exiliados de Wessex en Essex, por parte de los reyes Sigeheard y Swaefred. De hecho, Ine propuso la paz a Essex con la condición de que los exiliados fuesen expulsados. Un concilio en Brentford fue proyectado para poner fin a las disputas. En este punto, Surrey deja claramente de ser posesión de Wessex.
Beda el Venerable recuerda que Sussex fue sometida durante "muchos años", pero en 722 un exiliado llamado Ealdberth huyó a Surrey y Sussex, a raíz de lo cual Ine volvió a invadirlos. Tres años más tarde Ine invadió de nuevo ambos lugares, consiguiendo matar esta vez al susodicho Ealdberth. Sin embargo, ya es más que evidente que Sussex ya no estaba bajo dominio de Wessex desde un tiempo antes. Algunos autores sugieren que Ealdberth fue hijo de Ine, o hijo de su hermano Ingild.

### Dumnonia y Mercia
En 710, Ine y Nothhelmd lucharon contra Geraint de Domnonia, según indica la Crónica anglosajona. El cronista John de Worcester señalaría siglos después que Geraint fue asesinado en dicha batalla. El avance de Ine supuso tomar el control de Devon, dejando las fronteras de Domnonia en el río Tamar. Annales Cambriae, una crónica del siglo X, señala que en 722 tuvieron que defenderse en Hehil de sus enemigos; dichos "enemigos" pueden ser Ine y sus hombres, aunque la localidad de Hehil no se ha hallado. Algunos historiadores señalan que puede ser tanto Cornualles como Devon.
Ine también mantuvo un enfrentamiento con el reino de Mercia, bajo el reinado de Ceolred, en Woden's Barrow en 715, cuyo resultado se desconoce. Wonden's Barrow es un túmulo, actualmente conocido como Adam'sGrave, en Wiltshire. Ine no fue capaz de recuperar ninguna de las posesiones al norte del río Támesis que habían sido perdidas por los reyes de Wessex que le precedieron, pero sí se sabe que controló la zona sur del río. De hecho, una carta del año 687 señala que Ine concedió tierras para construir una iglesia en Streatley, y otra en Basildon.

### Otros conflictos
En 722 parece que hubo disputas en el seno de la propia familia real de Wessex. De hecho, la Crónica anglosajona señala que la mujer de Ine, Aethelburg, destruyó Taunton, que su marido había construido a comienzos de su reinado.

## Política interior

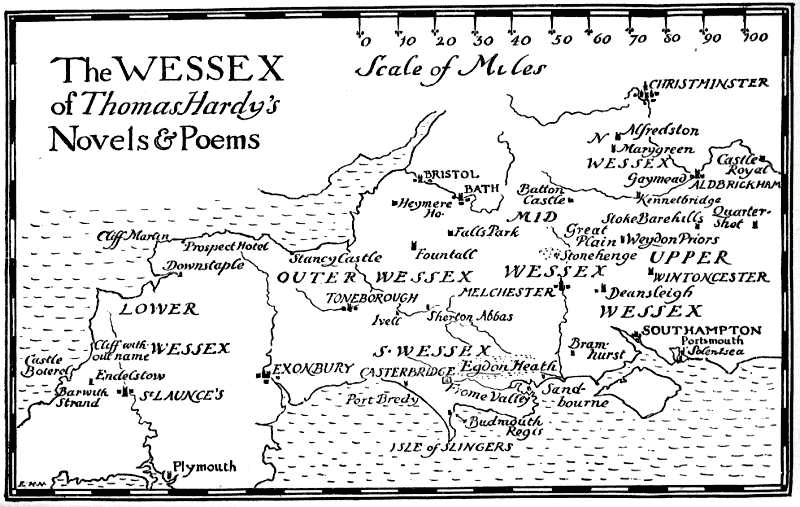
Mapa de Wessex en una novela de Thomas Hardy.

Las primeras referencias al cargo de "ealdorman" —una suerte de magistrado supremo— de Wessex, y de los condados sobre los que ejerce su influencia, se producen bajo el reinado de Ine. Al parecer, el monarca dividió Wessex en lo que, salvando algunas variaciones, en la actualidad son los condados de Hampshire, Wiltshire, Somerset, Devon y Dorset, aunque en un primer momento solo influyese a las zonas fronterizas. Esto también puede sugerir que cada condado fuese concebido como una división del reino para miembros de la familia real.
En torno a 710, a mediados del reinado de Ine, se creó el asentamiento comercial de Hamwic, en algún lugar aún no concreto de la zona oeste del río Itchen, en lo que hoy es Southampton. Entre los productos que en su puerto se compraban y vendían, había artículos de cristal, y se han hallado algunos restos de animales que pueden sugerir el comercio de pieles. También podrían haberse vendido piedras preciosas y cerámica. En cualquier caso, es evidente que se trata de productos de cierto lujo, cosa que se refrenda con la aparición de joyas y objetos de metal. No se sabe con exactitud si Ine tenía intereses concretos en Hamwic, pero buena parte de las mercancías de las que era consumidor, incluyendo los productos de lujo, eran importados aquí, y dichas mercancías probablemente necesitaría protección real por su valor.
La población total de Hamwic se estima en torno a 5000, y esto a priori podría ser indicativo de la influencia de Ine, ya que no es muy probable que en tan poco tiempo un grupo humano se desarrolle tan rápidamente sin ningún tipo de influencia estatal.
El crecimiento del comercio en torno al año 700 es paralelo a la implantación en la zona de las Sceattas, la moneda típica del momento en esa zona hasta el valle del Támesis. Se trata de la primera moneda acuñada por Wessex, algo ocurrido durante el reinado de Ine, a pesar de que no se conserven piezas con el nombre del monarca acuñado.

## Código legislativo

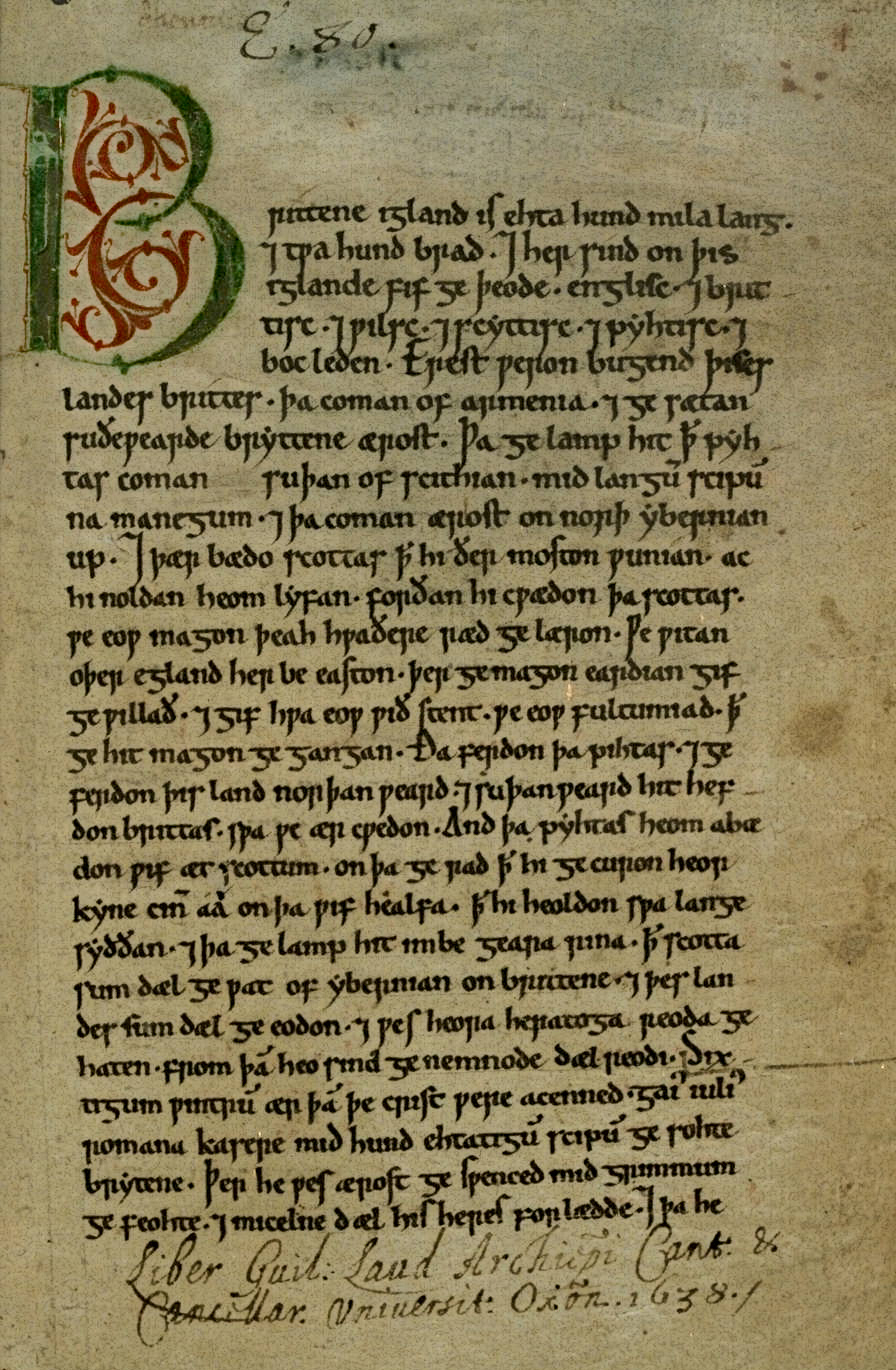
Página inicial del Corpus Christi College Cambridge MS 173, la "Crónica de Peterborough", que contiene la copia más antigua que se conserva del código legislativo de Ine.

El código legislativo anglosajón más antiguo que se conoce fue el que promulgó Ethelberto de Kent, entre 602 y 603, cuyo reinado terminó en 616. Entre los años 670s y 680s, fue publicado otro código, esta vez por parte de Hlothhere de Kent y Eadric de Kent. Los siguientes en hacer un código legal fueron Wihtred de Kent y el propio Ine.
Las fecha exacta de las leyes de Wihtred y de Ine son inciertas, pero hay evidencias para creer que el primero promulgó sus leyes el 6 de septiembre de 695, mientras que las leyes de Ine habrían sido escritas en 694 o quizá un poco antes. En cualquier caso, ambas se producen en un contexto de reciente pacificación, tras la ya mencionada compensación del primero al segundo monarca por la muerte de Mul. Hay evidencias de que ambos colaboraron para producir sus códigos legislativos, lo cual también se sostiene si se tiene en cuenta tanto la coincidencia en el tiempo como que hay una cláusula idéntica en ambos códigos. Otro signo de la colaboración entre ambos monarcas es que en el código legal de Wihtred se usa el término gesith, referido en Wessex para designar a los nobles —cuando en el Reino de Kent se empleaba el término eorlcund—. Es posible que tanto Wihtred como Ine desarrollaran sus códigos legislativos como símbolo de prestigio, de cara a restablecer la autoridad de ambos tras una serie de periodos violentos.
Las leyes de Ine se han conservado gracias a que Alfredo el Grande las añadió a su propio código legal. El manuscrito más antiguo que se ha conservado, que a la vez es la única copia completa, es el Corpus Christi College, Cambridge MS 173, que contiene tanto las leyes de Ine como las de Alfredo, así como la copia más antigua de la Crónica anglosajona.
Hay otros dos fragmentos del texto que también se conservan. Uno fue una copia completa original del código de Ine, que formaba parte del British Library MS Cotton Otho B xi, pero que fue destruido en 1731 tras un incendio y solo se han conservado entre los capítulos 66 y el 76.2. Otro fragmento de las leyes de Ine puede ser encontrado en el British Museum MS Burney 277.
Es posible que los documentos que hoy se conservan no sean tal y como eran en el siglo VII. De hecho, Alfredo el Grande menciona en el prólogo de sus leyes que hizo algunas modificaciones, rechazando algunas leyes con las que no estaba de acuerdo. Sin embargo, no dijo específicamente que leyes había omitido, pero si en su momento no fueron relevantes se da por hecho que es casi imposible que se hayan conservado por otro lado.
El prólogo de las leyes de Ine cita a sus consejeros. Se mencionan a tres personas: los obispos Eorcenwald y Haedde, y el propio padre de Ine, el rey Cenred. Ine fue un rey de corte cristiano, y como tal intentó proteger y potenciar al cristianismo en sus leyes. El bautismo y algunas prácticas religiosas quedan así recogidas en este código. Se presta especial interés a algunos derechos civiles, más que en el contemporáneo código legislativo de Kent.
Una de las leyes estatales habla de los bienes comunales, los cuales debían ser cercados por varios ceorls (el término para designar a los hombres libres sajones). Algunos ceorls que no pudieron cercar sus terrenos, y que posteriormente sus cabezas de ganado causaron desperfectos a sus vecinos, fueron obligados a costear los daños causados. Lo que queda claro es que la tenencia de tierras está reservada a la gente de clase alta, y que las relaciones entre dicho sector de la población y el rey, así como la tenencia de tierra de aquellos, queda regulada por el propio monarca.
Las leyes son las más tempranas evidencias de un sistema de campos abiertos. En ellas se indica que la agricultura fue de importancia capital para la economía de Wessex, y hay evidencias de que el método agrícola era similar al usado en Lindsey o Deira. No todo Wessex usó ese sistema, como Devon, por ejemplo.
Esta ley supone la primera mención histórica a la yarda. Una yarda era una unidad de tierra equivalente al cuarto de un hide —un hide equivale a entre 6 y 12 hectáreas—. En este sentido, la yarda se convertiría en el futuro en la cantidad estándar de tenencia de tierra en época medieval. De hecho, hay historiadores que quieren ver en las leyes de Ine el origen de la economía señorial.
En el código legal se establece la cantidad por la que un noble podía eludir el servicio militar, fijada en 120 chelines, y la mitad para un ceorl, lo cual, de facto, certifica que los ceorls estaban llamados a cumplir el servicio militar. Los eruditos del momento no estaban de acuerdo con este sistema, algo que tampoco es sorprendente, ya que muchos hombres libres eran reacios a luchar ya que una derrota solía suponer acabar como un esclavo.
Otra ley específica era que alguien acusado de un crimen, para ser condenado, requería al menos con la testifical en su contra de una persona de alto rango. Esto implica que en el código legislativo de Ine se establecía que el juramento de un campesino, o de varios, no era suficiente en un juicio. Esto es representativo, pues supone cambios respecto a las costumbres anteriores.
Las leyes también ejercían una separación entre ingleses y británicos. Las evidencias de una incorrecta integración entre ambas poblaciones queda reflejada en la toponimia de la zona, e incluso en la arqueología, que indica algunas diferencias entre los germanos recién llegados y los ya asentados.

## Cristianismo
Ine fue cristiano, y durante todo su mandato ejerció como protector de los intereses de la iglesia. La introducción a su código legal cita a sus consejeros, entre los que se encuentran Eorcenwald, obispo de Londres, y Haedde, obispo de Winchester. Además, asegura que las leyes fueron hechas con el consejo y la instrucción de "sirvientes de Dios". Las leyes, a su vez, demuestran las convicciones cristianas de Ine, aunque el hecho de que se planteen cosas como una multa por no bautizar a los niños recién nacidos o la imposición del diezmo implican que dichas prácticas cristianas no estaban muy arraigadas entre la población.
Ine apoyó a la Iglesia con todo tipo de acciones, especialmente con la creación de la Diócesis de Sherborne, que fue dividida de la Diócesis de Winchester en 705. Ine se opuso a dicha división, ignorando las amenazas de excomulgarle que le llegaron desde Canterbury, pero tras la muerte del obispo Haedde se mostró partidario de la misma.
El primer convento de monjas de Wessex, el convento de Wimborne, fue fundado por Bugga, que era hija de Centwine, y Cuthburh, hermana del propio Ine, tras separarse esta última del rey Aldfrith de Northumbria. La Crónica anglosajona señala que el propio Ine construyó un monasterio en Glastonbury, aunque eso se debe referir a la edificación de un edificio adicional —o una suerte de reconstrucción— al monasterio que ya existía en dicha localidad.
Ine en principio es considerado como uno de los principales apoyos para establecer una iglesia organizada en Wessex, aunque no está claro si la iniciativa partió en origen o directamente de él. Además, también está relacionado con el sínodo de Wessex, presidido por él mismo.

## Abdicación y sucesión
En 726 Ine abdicó sin tener un heredero claro. Según señala Beda el Venerable, su idea era dejar el reino en manos de "hombres jóvenes", y viajar a Roma, lugar en el que moriría, tal y como hizo su predecesor, Caedwalla. Dicho viaje a Roma pudo ser planteado como una especie de acto para tener más oportunidades de ser bien recibido en el paraíso, y según señala Beda el Venerable mucha gente acudió a Roma con tal objetivo: "... tanto nobles como plebeyos, juglares y clero, hombres y mujeres." Tanto Ine como Offa de Mercia han sido tradicionalmente considerados como los fundadores de la Schola Saxonum, en lo que actualmente es el rione romano de Borgo. La Schola Saxonum toma su nombre de las milicias de sajones que sirvieron en Roma, que esporádicamente hicieron las veces de "guías" de la ciudad a los visitantes sajones.
El sucesor de Ine fue Aethelheard, y no se sabe cuál era su relación exacta con Ine. Algunas fuentes posteriores señalan que Aethelheard pudo ser el cuñado de Ine. La sucesión al trono le fue disputada por un tal Oswald, y esto pudo ser la causa de que el reino de Mercia apoyase a Aethelheard. Al parecer, posteriormente éste mantuvo buenas relaciones con Aethelheard de Mercia.